# Кудеб
Куде́б (Кудебь; в Латвии — Ку́дупе; латыш. Kūdupe) — река в Латвии и Псковской области России. Устье реки находится на высоте 42 м над уровнем моря в 58 км по левому берегу реки Великой. Длина реки — 82 км, площадь водосборного бассейна — 760 км².
Притоки:
- В 39 км от устья, по правому берегу реки впадает река Глыбоченка;
- В 45 км от устья, по левому берегу реки впадает река Налица;
- В 47 км от устья, по левому берегу реки впадает река Вруда;
- В 51 км от устья, по левому берегу реки впадает река Лидва;
- В 60 км от устья, по левому берегу реки впадает река Месгушка.

## Исторические данные
В Псковских летописях есть следующее упоминание, датированное 3 июлем 1247 года.

«В лето 6755-е. Избиша Литва псковичь на Кудепи, месяца июля в 3 день.»— Псковская Первая летопись (Тихоновский список), лл. 22 об., 23
В конце XIX века отмечалось, что река является «несплавной».

## Данные водного реестра
По данным государственного водного реестра России относится к Балтийскому бассейновому округу, водохозяйственный участок реки — Великая. Относится к речному бассейну реки Нарва (российская часть бассейна).
Код объекта в государственном водном реестре — 01030000212102000028921.